# Iacri (kommun)
Iacri är en kommun i Brasilien.   Den ligger i delstaten São Paulo, i den södra delen av landet, 700 km söder om huvudstaden Brasília. Antalet invånare är 6 419.
Följande samhällen finns i Iacri:
- Iacri

Trakten runt Iacri består i huvudsak av gräsmarker. Runt Iacri är det glesbefolkat, med 11 invånare per kvadratkilometer.